# Parentela

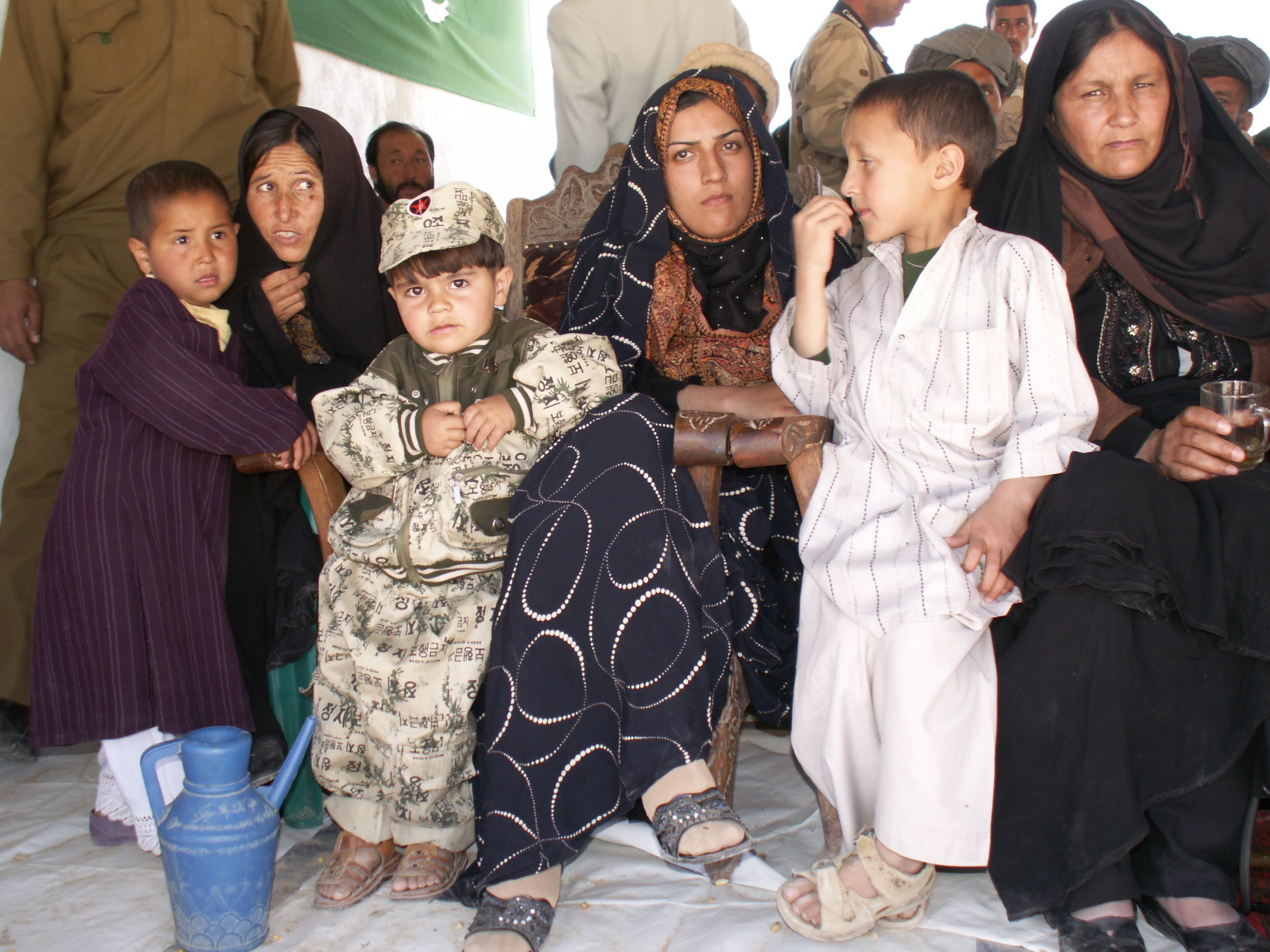
Una famiglia estesa nella provincia di Ghowr, Afghanistan

La parentela è il vincolo biologico, sociale, e giuridico, tra le persone che hanno in comune uno stipite.

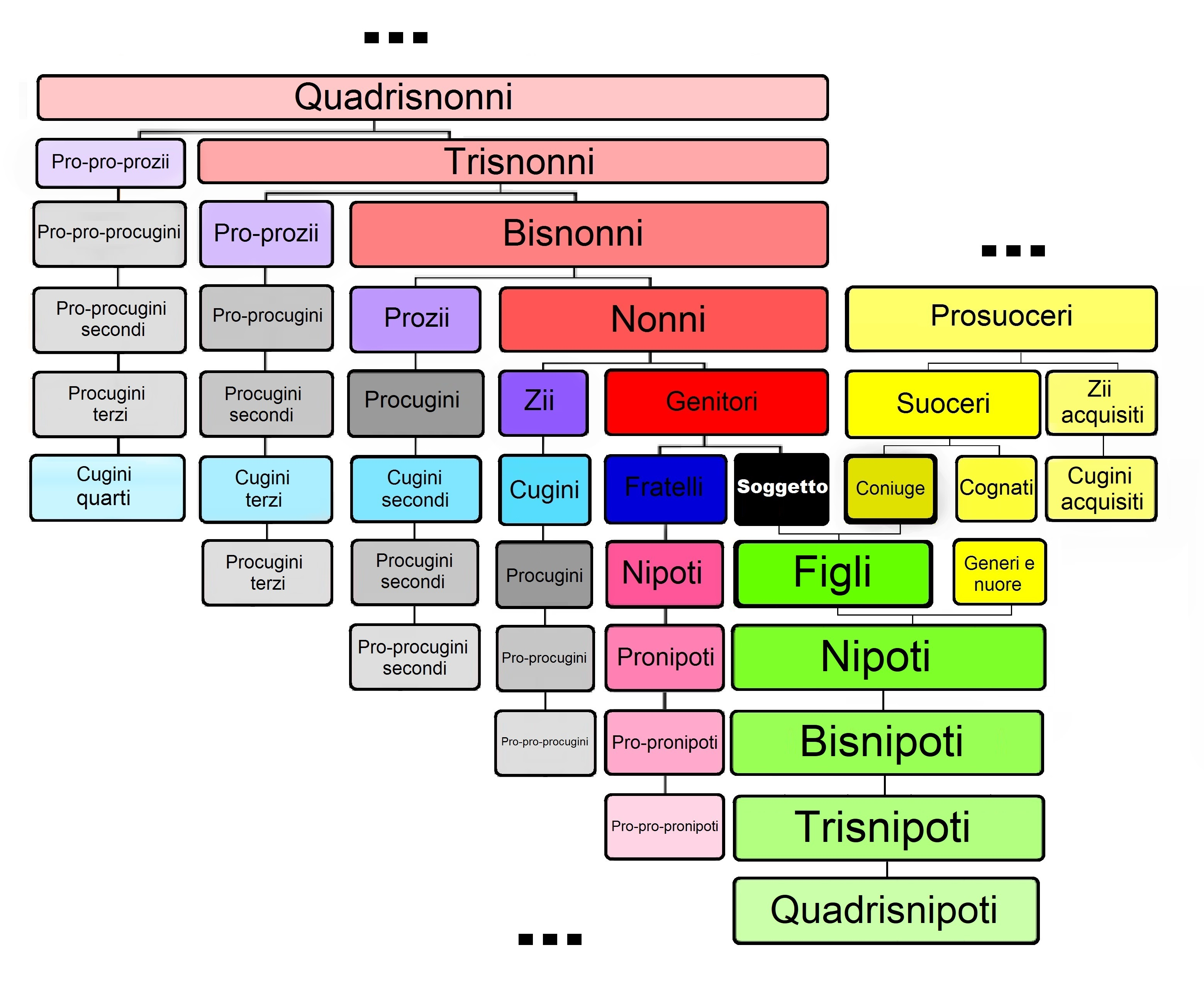
Tabella con gradi di parentela.

Il termine deriva dal latino parens, parentis che però significava più propriamente genitori; infatti nel mondo romano quando ci si riferiva alla parentela si utilizzava il termine propinqui, che significa «coloro che sono vicini». In linguistica i termini utilizzati per indicare un grado di parentela sono detti singenionimi.

## Tipi di strutture di parentela
La parentela si dice diretta o in linea retta quando le persone discendono l'una dall'altra (per esempio: padre e figlio), si dice indiretta o in linea collaterale quando le persone non discendono l'una dall'altra (per esempio: fratelli, cugini). La parentela può essere simbolica, ovvero determinate persone possono ritenersi consanguinee pur non essendolo: questo avviene per esempio tra membri di famiglie o gruppi (come classi e stirpi) legati da vincoli matrimoniali.
Le strutture con cui si articola la parentela rivestono grande importanza all'interno della società in quanto regolano gli scambi matrimoniali. Alla loro base si trova il divieto dell'incesto, considerato spesso tabù. Le regole che lo vietano non sono uguali in tutte le comunità e generalmente riguardano anche i cugini paralleli ovvero i figli dei fratelli e delle sorelle sia del padre che della madre.
Secondo l'antropologo Claude Lévi-Strauss il matrimonio più diffuso è tra un uomo e la figlia del fratello di sua madre (cugina incrociata matrilaterale) perché permette di creare ampie e salde relazioni sociali.
I vari sistemi di parentela stabiliscono inoltre il luogo di residenza (matrilocalità o patrilocalità), la composizione del gruppo residente (la famiglia) e i ruoli sociali cui devono attenersi gli stessi membri del gruppo parentale.
La famiglia più semplice è quella nucleare, costituita da un uomo, da una donna e dai loro figli. Esiste poi la famiglia poligamica: è quasi sempre poliginica, ovvero costituita da un uomo con più mogli, raramente poliandrica, costituita da più uomini, spesso fratelli, che sposano una stessa donna; uno dei pochi esempi si trova tra le popolazioni del Tibet. Invece la famiglia estesa è caratterizzata dalla presenza di più famiglie nucleari legate tra loro o per via materna o per via paterna residenti in uno stesso luogo.
La regola che determina la residenza caratterizza la stessa configurazione della famiglia. In caso di regola patrilocale, i maschi che si sposano continuano a vivere nella casa paterna portando con sé mogli e figli mentre le femmine vanno a vivere a casa del marito. Se la regola è matrilocale le femmine restano a casa dalle madri con i mariti e i maschi vanno dalla famiglia della moglie.

## Gradi di parentela
- I grado: linea retta ascendente di I grado (genitori) e linea retta discendente di I grado (figli);
- II grado: linea retta ascendente di II grado (nonni), linea retta discendente di II grado (nipoti), linea collaterale di I grado (fratelli);
- III grado: linea retta ascendente di III grado (bisnonni), linea retta discendente di III grado (bisnipoti), linea collaterale ascendente di II grado (zii paterni e materni), linea collaterale discendente di II grado (nipoti figli di fratello);
- IV grado: linea retta ascendente di IV grado (arcavoli), linea retta discendente di IV grado (trisnipoti), linea collaterale ascendente di III grado (prozii), linea collaterale discendente di III grado (pronipoti e cugini);
- V grado: linea retta ascendente di V grado (bisarcavoli), linea retta discendente di V grado (quadrisnipoti), linea collaterale ascendente di IV grado (pro-prozii e cugini dei genitori), linea collaterale discendente di IV grado (figli dei pronipoti e figli dei cugini);
- VI grado: linea ascendente di VI grado (quintisavi), linea discendente di VI grado (quintisnipoti), linea collaterale ascendente di V grado (figli dei pro-prozii e cugini dei nonni), linea collaterale discendente di V grado (nipoti dei pronipoti, e nipoti dei cugini).

La legge non riconosce altri vincoli di parentela oltre il VI grado, salvo che per alcuni effetti determinati (art. 77 c.c.).
I coniugi non sono né parenti né affini.

### Affini
Gli affini per il codice civile italiano sono i parenti del coniuge. Il grado di affinità viene definito come il grado di parentela con cui l'affine è legato al coniuge. Ad esempio il padre della moglie è affine di I grado, il fratello del coniuge è affine di II grado. Gli affini di ciascun coniuge non sono affini tra loro.

## Semplice metodo di calcolo
Viene qui illustrato un semplice metodo pratico per calcolare qualsiasi grado di parentela tra due persone A e B. Si disegni uno schema, come il seguente per il caso di due fratelli, partendo da A e B (nell'esempio A e B sono i due fratelli) fino a risalire all'antenato comune. Per i due fratelli dell'esempio l'antenato comune è il padre.
|  |

Il numero dei segmenti disegnati per passare da A a B è il grado di parentela. Nell'esempio sono 2: un segmento dal fratello A al padre e un altro dal padre al fratello B.
Altri esempi:
|  |  |

## Studi sulla parentela
Il primo studioso che si occupò scientificamente dei sistemi di parentela di vari luoghi del mondo fu l'antropologo Lewis H. Morgan con la pubblicazione di due opere fondamentali: Sistemi di consanguineità e affinità della famiglia umana (1871) e La società antica (1877). Morgan sosteneva che le nomenclature di parentela possono ricondursi a tre tipi fondamentali succedutesi durante l'arco della storia umana (classificatorio e descrittivo) e che ciascun tipo rispecchia la forma di famiglia, in particolar modo di matrimonio, che lo ha originato.
L'idea di Morgan che la nomenclatura rispecchiasse le forme dell'organizzazione sociale e familiare fu però presto superata insieme all'evoluzionismo all'interno del quale era nata.
L'antropologo Alfred L. Kroeber, nell'opera Sistemi classificatori di parentela (1919), sostituì l'ipotesi evolutiva di Morgan con una spiegazione psicologico-linguistica. Infatti secondo Kroeber le nomenclature non rispecchiano un'arcaica organizzazione sociale, bensì sono scelte linguistiche che ogni comunità opera in un repertorio universale di 8 categorie.
Una svolta negli studi fu compiuta dall'antropologo funzionalista Alfred Radcliffe-Brown, che respinse entrambe le tesi di Morgan e di Kroeber. Nelle sue principali opere sull'argomento come L'organizzazione sociale delle tribù australiane (1931) e Studio dei sistemi di parentela (1941), Radcliffe-Brown sostenne che ogni sistema di parentela include non solo la propria nomenclatura, ma anche un sistema di diritti, doveri e norme di comportamento tra parenti determinate dal costume che determinano la residenza e la discendenza. Tali convenzioni sono più forti dello stesso legame di matrimonio. Le nomenclature, secondo Radcliffe-Brown, non sono totalmente estranee all'organizzazione sociale, come sosteneva Kroeber, né le rispecchiano interamente, come riteneva Morgan, invece indicano un legame tra denominazione parentale e funzione del membro all'interno della società stessa.
Gli studi successivi sono stati influenzati dal funzionalismo di Radcliffe-Brown, partendo da esso per ogni ulteriore sviluppo. Un contributo originale, inoltre, è stato dato dall'antropologo strutturalista francese Claude Lévi-Strauss, con le opere L'analisi strutturale in linguistica e in antropologia (1945) e Le strutture elementari della parentela (1949) in cui vengono nuovamente rivalutati i vincoli matrimoniali rispetto alle regole di discendenza e di residenza. Lévi-Strauss riteneva inoltre che il matrimonio non fosse altro che uno scambio di donne fra gruppi e che questo scambio distinguesse la società umana da quelle animali.

## Gradi comuni
Nel seguente schema riassuntivo dei comuni gradi di parentela, la nomenclatura è relativa al soggetto (riquadro in arancione):
in ordine alfabetico:

### Bisarcavoli
Il bisarcavolo è il genitore di un trisnonno (ovvero il bisnonno di un nonno) oppure un parente lontano. Sono detti anche quadrisnonni o quadrisavoli.
Una persona è quadrisnipote del suo bisarcavolo.

### Bisgeneri
Il bisgenero e la bisnuora sono i coniugi dei nipoti.
Il coniuge del bisgenero o della bisnuora è il nipote.

### Bisnonni
I bisnonni (anche bisavoli o bisavi), bisnonno e bisnonna, corrispondono ai genitori dei nonni (avi) di una persona.
- I genitori dei bisnonni sono i trisnonni (trisavoli);
- I nonni dei bisnonni (genitori dei trisnonni) sono i bisarcavoli;
- I figli dei propri bisnonni sono i nonni o i prozii.

### Cognati
I cognati o le cognate sono reciprocamente:
1. fratelli o sorelle di un coniuge;
2. un coniuge di fratelli o sorelle.

Rispetto ad un cognato, una persona è a sua volta suo cognato. A parte il coniuge, i figli dei suoceri sono cognati, ma non tutti i cognati sono figli dei suoceri.
Se si tratta di cognati fratelli di un coniuge,
- I fratelli dei cognati sono il marito o altri cognati;
- Le sorelle dei cognati sono la moglie o altre cognate.

Se si tratta di cognati coniugi di fratelli/sorelle,
- La moglie del cognato è la sorella;
- Il marito della cognata è il fratello.

### Coniugi
Un coniuge è il marito o la moglie per l'altro, ossia una delle due persone unite in matrimonio. Tra i coniugi, però, non sussiste alcun rapporto, né di parentela, né di affinità; il coniugio, ossia la relazione che intercorre tra il marito e la moglie, è un caso di rapporto sui generis, che deriva direttamente dal matrimonio.
- I genitori di un coniuge sono i suoceri;
- I fratelli/sorelle di un coniuge, o i coniugi di fratelli/sorelle, sono i cognati;
- I nonni del coniuge sono i prosuoceri.

### Consuoceri
Ciascuno dei genitori di un coniuge rispetto ai genitori dell'altro coniuge. È il grado di parentela che lega i padri o le madri dei due coniugi. Il padre di un soggetto è consuocero del padre della moglie del soggetto, e viceversa.
Una persona è sempre consuocera del proprio consuocero.

### Cugini
La caratterizzazione di questa parentela è che i cugini hanno un avo in comune. Il legame viene indicato tramite il grado di distanza all'avo in comune.
Esistono diversi gradi di cugini:

1. Cugini con uno o due nonni in comune (genitori fratelli/sorelle);
2. Cugini con uno o due bisnonni in comune (nonni fratelli/sorelle);
3. Cugini con uno o due trisnonni in comune (bisnonni fratelli/sorelle), et cetera.

I genitori dei cugini primi sono zii del reciproco cugino. I genitori dei cugini secondi sono i procugini primi.
Giuridicamente, secondo il sistema di computo dei gradi enunciato nel codice civile italiano, il grado differisce di tre unità rispetto alla distanza dall'avo comune poiché esso è riferito al grado di parentela e non al cosiddetto grado di cugino.

### Fratelli
Due individui sono fratelli se hanno giuridicamente o naturalmente gli stessi genitori. Con il termine si indicano o solo maschi o maschi e femmine. Per indicare solo le femmine, il termine è sorelle.
- I fratelli dei genitori sono gli zii; le sorelle dei genitori sono le zie
- I figli dei fratelli e delle sorelle sono nipoti (di zio)
- I nipoti (di nonno) dei fratelli e delle sorelle sono i pronipoti

### Figli
Un individuo è figlio rispetto a colui che l'ha generato o adottato.
- I figli dei figli sono i nipoti (in relazione ai nonni)
- I figli dei propri fratelli/sorelle sono nipoti (in relazione agli zii)
- Una persona è genitore di suo figlio
- I figli dei nipoti sono i pronipoti
- I suoceri dei figli sono i consuoceri
- I coniugi dei figli sono i generi e le nuore

### Generi
L'uomo è genero e la donna è nuora rispetto ai genitori della consorte.
- Il genero è sposato con la figlia dei propri suoceri;
- La nuora è sposata con il figlio dei propri suoceri;
- I genitori del genero o della nuora sono i consuoceri.

### Genitori
Un genitore, specificatamente il padre o la madre, sono coloro che generano il figlio, e, secondo l'attuale orientamento, anche coloro che lo adottano. Il rapporto, tuttavia, non sorge nel caso di adozione di persone maggiori di età.
- I genitori dei genitori sono i nonni
- I fratelli dei genitori sono gli zii
- Gli altri figli dei genitori sono fratelli e sorelle
- I nipoti (di zio) dei genitori sono i cugini
- I nipoti (di nonno) dei genitori sono figli, o nipoti (di zio)

### Nipoti
Nipote è un sostantivo invariabile, può essere usato tanto per maschi che per femmine ed in italiano, la parola nipote si utilizza comunemente con i due significati italiani di nipote e abiatico.
In altre lingue, come l'inglese, il francese, lo spagnolo e il tedesco, solo per fare alcuni esempi, ai due significati non corrisponde lo stesso termine. In latino, ma anche nell'italiano giuridico, per distinguere tra i due significati si fa ricorso alle locuzioni ex fratre (nipote di fratello) o ex filio (nipote di figlio o abiatico).

#### Nipoti propriamente detti
Il nipote è figlio di fratelli o sorelle di una persona. In questo senso:
- i figli dei nipoti sono i pronipoti;
- i figli in generale sono i cugini dei nipoti dei propri genitori.

#### Abiatici
L'abiatico, più propriamente nipote abiatico, è figlio dei figli di una persona. In questo senso:
- i figli dei 'nipoti abiatici' sono i bisnipoti;
- i figli, in generale, sono i genitori dei 'nipoti abiatici' dei propri genitori.

Il termine deriva dal latino aviaticus e quindi da avus (nonno).
Nei documenti redatti in lingua latina l'abiatico era descritto come nipote ex filio per distinguerlo, laddove fosse necessario non rischiare confusioni, col "nipote di zio" (figlio del fratello o della sorella), che in latino era distinto come nipote ex fratre. Tale consuetudine è stata mantenuta nell'italiano burocratico. La lingua italiana ha mantenuto dal latino nepōs e neptis entrambi i significati di nipote, sia per indicare il nipote propriamente detto che quello abiatico.
Altre lingue hanno sviluppato termini diversi per indicare il diverso grado di parentela, come avviene ad esempio nel francese (petit-fils e neveu), o nello spagnolo (nieto e sobrino) e nelle lingue assimilate; anche l'inglese (grandson e nephew), il tedesco (Enkelsohn e Neffe), il polacco (wnuk e bratanek), il ceco (vnuk e synovec) usano questa distinzione. Il rumeno, similmente all'italiano, utilizza la parola nepot, e le sue declinazioni, per indicare sia il "nipote di nonno" sia il "nipote di zio".
Pur essendo formalmente corretto, il termine abiatico non è mai diventato di uso comune nell'italiano a livello nazionale. È un po' più diffuso nell'Italia settentrionale, in particolare in Lombardia, dove si può mettere in relazione con la voce dialettale lombarda biàdec.

### Nonni
I nonni (nonno e nonna) sono i genitori dei genitori di una persona.
In italiano, i nonni sono sia quelli materni sia quelli paterni. In altre lingue, come lo svedese, i nonni paterni e materni sono distinti.
- I genitori dei nonni sono i bisnonni;
- I nonni dei nonni sono i trisnonni;
- I bisnonni dei nonni sono i bisarcavoli;
- I fratelli dei nonni sono i prozii;
- I figli dei propri nonni sono i genitori o gli zii;
- Gli altri nipoti dei nonni sono fratelli o cugini;
- I nonni paterni sono genitori del padre;
- I nonni materni sono genitori della madre;
- Una persona è nipote di suo nonno.

### Pronipoti
Il pronipote, o bisnipote, è il figlio di un nipote, in entrambe le accezioni con cui questo termine è utilizzato. Il termine infatti può essere usato sia per dire un abiatico del proprio figlio, che per dire un nipote del proprio fratello o della propria sorella.
I nonni dei pronipoti sono i figli (nel primo caso) o i fratelli (nel secondo).

### Prosuoceri
I prosuoceri (prosuocera e prosuocero) sono i genitori del proprio suocero/suocera o i nonni del proprio marito o moglie:
I figli dei prosuoceri sono i suoceri o i loro fratelli.

### Prozii
I prozii (prozio e prozia) sono gli zii dei genitori.
- Una persona è pronipote di suo prozio;
- I figli dei propri prozii sono procugini di primo grado.

### Suoceri
I suoceri (suocero e suocera) sono i genitori del proprio coniuge.
- Un uomo è genero dei propri suoceri.
- Una donna è nuora dei propri suoceri.
- I figli dei suoceri sono il coniuge o i cognati

Il prosuocero è il padre del proprio suocero o della propria suocera. La prosuocera è invece la madre.

### Trisnonni
I trisnonni, detti anche trisavoli, arcavoli o bis-bisnonni, sono i genitori dei bisnonni o i nonni dei nonni di una persona.
- I genitori dei trisnonni sono i bisarcavoli;

- Una persona è trisnipote del suo trisnonno.

### Zii
Gli zii (zia e zio) corrispondono ai fratelli, alle sorelle dei genitori o di chi ne fa le veci o le mogli o i mariti dei fratelli e/o sorelle, ai cognati o alle cognate dei genitori
- Una persona è nipote di suo zio
- I figli dei propri zii sono i cugini

A volte, vengono chiamati zio e zia (solo dai bambini) gli amici di famiglia, cioè persone estranee alla parentela, ma vicine alla famiglia, spesso anche i cugini dei genitori. In alcune comunità, però, anche gli adulti attribuiscono questo appellativo alle persone anziane cui sono particolarmente affezionati.

### Altri gradi di parentela
(Dante, Divina Commedia; Pd XVII, v. 47.)
Di seguito sono elencati i vincoli non derivati da legami di sangue o parzialmente dipendente essi, ma creati al momento di una seconda unione con un'altra persona, oppure istituiti sulla base di specifiche volontà:
- Patrigno e matrigna: designa il coniuge del genitore rispetto ai figli avuti nel precedente matrimonio, che talvolta decide di assumersi l'onere di genitore adottivo. Tale termine, specie nella forma al femminile, conserva un'accezione negativa, retaggio di fiabe popolari che hanno presentato la matrigna come una donna malvagia che non ha riguardi per i figli del marito ad esempio la matrigna di Cenerentola. Per questo, oggi si usa dire il (nuovo) compagno/marito della madre e la (nuova) compagna/moglie del padre. Con la stessa connotazione negativa Dante usa il termine medievale noverca, come citato sopra.
- Figliastro e figliastra: questo è il modo in cui si chiamano i figli avuti dall'attuale partner in un precedente matrimonio, o meno comunemente i figli del partner precedente avuti in un successivo matrimonio.
- Fratellastro e sorellastra: i fratellastri e le sorellastre sono i figli da parte di uno solo dei genitori. Ufficialmente sono detti fratelli unilaterali, a differenza dei germani, che condividono entrambi i genitori. Per la legge italiana mantengono gli identici diritti e doveri dei fratelli, avendo in media il 25% del patrimonio genetico in comune[6][7].
- Padrino e madrina: nel rito del Battesimo e della Cresima, coloro che, assieme ai genitori, accompagnano all'altare il battezzando o il cresimando. In Italia, specialmente nel Sud, si possono chiamare anche compari (al singolare compare per il padrino e commara per la madrina, sebbene esistano altre forme regionali).
- Figlioccio e figlioccia: nel rito del Battesimo e della Cresima, coloro i quali vengono accompagnati all'altare da parte del padrino e della madrina.

## Parentela nell'antica Roma
I rapporti di parentela avevano grande importanza nel diritto romano, che individuava una fitta rete di relazioni familiari. Esse erano distinte secondo il grado e la linea. La linea poteva essere retta (cognatio recta) o collaterale (cognatio transversa). In caso di linea collaterale si distinguevano i rapporti omostatmici, che caratterizzavano l'ipotesi di persone distanti lo stesso numero di generazioni dal capostipite (es. fratelli, cugini), da quelli eterostatmici, con ipotesi opposta. Nelle linee collaterali si distingueva inoltre la relazione parallela, discendenza da congiunti dello stesso sesso, da quella incrociata, di sesso diverso.
Numerose sono le denominazioni di questi rapporti.
- Parenti in linea retta:
  - pater e mater, padre e madre;
    - filius e filia, figlio e figlia;

  - avus e avia, nonno e nonna;
    - nepos e neptis (ex filio o ex filia), nipote;

  - proavus e proavia, bisnonno e bisnonna;
    - pronepos e proneptis, pronipote;
- Parenti in linea collaterale:
  - Rapporti omostatmici:
    - frater (germanus) e soror (germana), fratello e sorella;
    - Cugini di primo grado: frater e soror (patruelis), cugino e cugina figli di fratelli; frater consobrinus e soror consobrina, cugino e cugina figli di sorelle; amitinus e amitina, cugino e cugina figli di un fratello e di una sorella.
    - Cugini di secondo grado: sobrinus e sobrina, cugino e cugina figli di cugini.

  - Rapporti eterostatmici:
    - patruus e amita, zio paterno e zia paterna; avunculus e matertera, zio materno e zia materna;
      - nepos e neptis (ex fratre o ex sorore), nipote.

## Consanguineità
| valore genetico   | parentela                     |
| ----------------- | ----------------------------- |
| 1                 | stesso                        |
| 0,5 (1/2)         | genitori e figli              |
| 0,5 (1/2)         | fratelli                      |
| 0,25 (1/4)        | nonni e nipoti                |
| 0,25 (1/4)        | zii e nipoti                  |
| 0,125 (1/8)       | cugini                        |
| 0,125 (1/8)       | bisnonni e bisnipoti          |
| 0,125 (1/8)       | prozii e pronipoti            |
| 0,0625 (1/16)     | procugini                     |
| 0,03125 (1/32)    | cugini secondi                |
| 0,0625 (1/16)     | trisnonni e trisnipoti        |
| 0,0625 (1/16)     | pro-prozii e pro-pronipoti    |
| 0,03125 (1/32)    | pro-procugini                 |
| 0,015625 (1/64)   | procugini secondi             |
| 0,0078125 (1/128) | cugini terzi                  |
| 0,25 (1/4)        | mezzi-fratelli (fratellastri) |
| 0,125 (1/8)       | mezzi-zii e mezzi-nipoti      |
| 0,0625 (1/16)     | mezzi-cugini                  |
| 0,25 (1/4)        | doppi-cugini                  |